# Panamomus yoshidai
Panamomus yoshidai es una especie de coleóptero de la familia Endomychidae.

## Distribución geográfica
Habita en Japón.